# مارک ویرا
مارک ویرا (فرانسوی: Marc Veyrat‎؛ زادهٔ ۸ مهٔ ۱۹۵۰) سرآشپز، رستوران‌دار و کارآفرین اهل فرانسه است که در زمینهٔ خوراک‌شناسی مولکولی و استفاده از گیاهان و سبزیجات کوهستانی تخصص دارد. مارک ویرا در مجموع ۹ ستاره میشلن کسب کرده‌است و نخستین آشپزی است که نمره کامل ۲۰/۲۰ را در راهنمای گو میو برای هر یک از دو رستوران نخست خود کسب کرده‌است. در دسامبر ۲۰۱۵، مارک ویرا به دلیل قطع غیرقانونی ۷٬۰۰۰ متر مربع از جنگل‌های حفاظت شده در نزدیکی یکی از رستوران‌هایش توسط دادگاه فرانسوی ۱۰۰٬۰۰۰ یورو جریمه شد.